# Uftjuga (tributario del lago Kubenskoe)
La Uftjuga (in russo Уфтюга?) è un fiume della Russia europea settentrionale, tributario del lago Kubenskoe. Scorre nei rajon Vožegodskij, Charovskij e Ust'-Kubinskij dell'Oblast' di Vologda.

## Descrizione
Il fiume ha origine nella parte meridionale dell'altopiano di Konoša, a sud-ovest della stazione ferroviaria di Beketovo e, quasi per l'intera lunghezza, scorre verso sud, nei tratti superiori attraverso aree boschive disabitate. Il corso medio del fiume è piuttosto densamente popolato, con un gran numero di villaggi lungo le rive. Nel corso inferiore, il fiume entra in una vasta pianura paludosa intorno al lago Kubenskoe, dove forma un gran numero di anse e lanche e la corrente si indebolisce. Sfocia nel lago Kubenskoe nella sua parte nord-orientale. Ha una lunghezza di 117 km. L'area del suo bacino è di 1 280 km². Il fiume è navigabile a valle.